# Torymoides latus
Torymoides latus är en stekelart som först beskrevs av Boucek 1978.  Torymoides latus ingår i släktet Torymoides och familjen gallglanssteklar. Inga underarter finns listade i Catalogue of Life.